# 三菱商事ロジスティクス
三菱商事ロジスティクス株式会社（みつびししょうじロジスティクス、英: Mitsubishi Corporation LT, Inc.）は、三菱商事グループの物流企業。略称は、MCLOGI。

## 概要
国内向けの物流・不動産業を営んでいた三菱商事の子会社・「菱光ロジスティクス」と、三菱商事のロジスティクス部門から分社化し、国際複合一貫輸送業・貿易事務などを担当していた「エム･シー・トランス インターナショナル」(McTI）が合併し、2006年4月に発足した。合併後は商社系物流会社の中でも最大規模となった。狭義の物流という枠組みにとらわれることなく、情報力・金融戦略・グローバルネットワークなど、総合商社系物流会社としての利点を最大限活用しつつ、グローバルでシームレスなロジスティクスサービスの実現のため注力するとしている。

## 国内事業拠点
- 本店 - 東京都千代田区
- 杉戸事業所 - 埼玉県杉戸町
- 松伏事業所 - 埼玉県北葛飾郡松伏町
- 西船橋倉庫 - 千葉県船橋市
- 国立倉庫 - 東京都国立市
- 京浜事業所 - 神奈川県横浜市
- 横浜大黒物流センター - 神奈川県横浜市

## 子会社

### アジア
- 上海菱祥検測技術有限公司 - 中国
- 三菱商事物流(上海)有限公司 - 中国
- 香港三菱商事ロジスティクス - 香港
- 台湾三菱商事物流股份有限公司 - 台湾
- 泰国三菱商事ロジスティクス - タイ
- シンガポール三菱商事ロジスティクス - シンガポール
- MC Logistics India Private Limited - インド

### 欧州
- 欧州三菱商事ロジスティクス - ドイツ
- MC Logistics CIS LLC - ロシア

### 米国
- 米国三菱商事ロジスティクス - アメリカ合衆国